# Мірза-Авак'янц Наталія Юстівна
Наталя Юстівна Дворянська, у шлюбі Мірза-Авак'янц (нар. 11 (23) жовтня 1889 — пом. можливо, 1942) — українська історик та юристка, представниця наукової школи академіка Багалія Д. І., авторка праць з історії Гетьманщини XVII ст., історії селянських рухів XX ст. Професор (1920). Репресована та страчена СРСР.

## Життєпис
Народилася в м. Бориспіль (тепер Київська область) у сім'ї лікаря.
Закінчила київську міністерську гімназію святої княгині Ольги (1907) і Київські вищі жіночі курси.
Переїхавши 1913 до Москви, склала іспит за курсом історичного факультету. Слухала лекції В.Ключевського та Б.Віппера в Московському університеті та Московському міському народному університеті ім. А.Шанявського.
1913—1917 викладала в жіночій гімназії в Москві, від кінця 1917 до початку 1918 — у Київській комерційній жіночій школі Товариства вчителів та зразковій школі при педагогічних курсах А.Жекуліної.
1918—1924 — працює у Полтавському вчительському інституті та на історико-філологічному факультеті Полтавського університету (від 1920 — професор).
2 березня 1922 стала аспіранткою при Кафедрі історії української культури (Харків).
З 1924 — професор Харківського інституту професійної освіти та Всеукраїнського інституту комуністичної освіти.
Після відновлення Харківського університету (нині Харківський національний університет) — завідуюча кафедри історії України. Паралельно викладала в Інституті червоної професури.
1932—1934 викладала під час Голодомору загальну історію у Луганському педагогічному інституті.
Від 1934 завідувачка кафедри історії України Київського університету.
Із середини 1930-х років почалося шельмування Наталії Мірзи-Авак'янц. На загальноінститутських партійних зборах, що відбулися 31 січня 1935 року, її звинуватили в тому, що «недостатньо долає своє націоналістичне минуле, в лекціях „опошляє“ М. М. Покровського, говорячи, що в нього є помилки».
1936 року — звільнена з роботи.
Ув'язнена 12 червня 1938. 
Страчена росіянами (точна дата невідома). 
Реабілітована 1959 року.

## Науковий доробок
Друкуватися почала з 1914. Основний фах — історія Лівобережної України 16—18 ст.
Авторка праць:
- «З побуту української старшини кінця XVII століття» (Записки Українського наукового товариства на Полтавщині, вип. 1. Полтава, 1919),
- «Українська жінка в XVI—XVII ст.» (Полтава, 1920),
- «Нариси з історії суду в Лівобережній Україні у другій половині XVII ст.» («Науковий збірник Харківської науково-дослідчої катедри історії української культури», 1926, число 2—3; 1927, № 6).
- Вивчала історію селянських рухів початку 20 століття. Чи не перша в українській історіографії розглянула історію України в контексті світового історичного процесу у праці «Історія України у зв'язку з історією Західної Європи, ч. 1» (Харків, 1929).

- 1937 закінчила чорновий варіант «Історії Запоріжжя» (рукопис загинув у Києві під час гітлерівської окупації), фрагмент її у квітні 1938 здала до «Історичного збірника» (рос. Исторический сборник) АН СРСР.

Писала підручники з історії України.